# Medeea Marinescu
Pour les articles homonymes, voir Marinescu.
Medeea Marinescu est une actrice roumaine née le 27 mai 1974 à Bucarest. Elle est connue en France pour son rôle d'Elena dans Je vous trouve très beau.

## Biographie
En 1977, alors âgée de 3 ans, Medeea Marinescu tourne dans son premier film. Trois ans plus tard, elle joue dans Maria Mirabela de Ion Popescu-Gopo.
Elle suit une formation musicale, d'abord dans un lycée de musique de Bucarest puis dans une école de jazz, ainsi qu'une formation théâtrale au sein de la prestigieuse Académie de Théâtre et de Films de Bucarest. 
Elle est employée pendant sept années au théâtre national de la ville, et s'y illustre dans un grand nombre de pièces, en Roumanie mais aussi en Angleterre.
Entre 1977 et 2006, elle joue dans une vingtaine de films en Roumanie, et reçoit dès l'âge de 11 ans, le prix de la meilleure actrice par l'Association du cinéma roumain, puis, en 2004, l'ordre de l'Étoile de Roumanie pour mérite culturel.
Elle parle roumain, français et anglais.

## Filmographie
Medeea Marinescu a tourné dans les films suivants, :
- 1977 : L'hiver du caneton de Mircea Moldovan (ro),
- 1980 : Les saltimbanques, d'Elisabeta Bostan,
- 1980 : Maria Mirabella de Ion Popescu-Gopo,
- 1980 : Test de microphone de Mircea Daneliuc (ro),
- 1983 : Seul en garde de Tudor Marascu,
- 1983 : Retour de l'enfer de Nicolae Margineanu,
- 1985 : Promises d'Elisabeta Bostan et Virgil Calotescu,
- 1987 : Le sourire du soleil d'Elisabeta Bostan,
- 1989 : Kilometre 36 d'Anghel Mora,
- 1992 : Miss Christina (en) de Viorel Sergovici,
- 1994 : Mycloche de Danniel Danniel,
- 1999 : Gardez un œil sur le bonheur d'Alexandru Maftei,
- 2001 : Le lit de procuste de Viorica Mesina et Sergiu Prodan,
- 2006 : Je vous trouve très beau d'Isabelle Mergault : Elena
- 2009 : Weekend with my Mother (en)
- 2010 : Donnant donnant d'Isabelle Mergault : Silvia.

## Théâtre
Théâtre de l'Odéon (de 1995 à 1997)
- Les Belles-sœurs de Michel Tremblay, mis en scène par Petre Bokor : Lise Paquette
- Le Menteur de Carlo Goldoni, mis en scène par Vlad Mugur : Chanteuse
- Le Tigre de Murray Schisgal, mis en scène par Ada Lupu : Gloria

Théâtre Casandra (de 1995 à 1997)
- La Cerisaie de Anton Tchekhov,  mis en scène par Doru Ana : Duniasa
- Sur la grand-route de Anton Tchekhov, mis en scène par Florin Zamfirescu : Maria Egorovna
- L'Impromptu de Paris de Jean Giraudoux, mis en scène par Florin Zamfirescu : Véra Pharès

Théâtre UNU (1995 à 1997)
- Un tramway nommé Désir (A Streetcar Named Desire) de Tennessee Williams, mis en scène par Anca Colteanu : Stella
- En attendant Godot de Samuel Beckett, mis en scène par Dragos Galgotiu : Boy

Théâtre roumano-américain (1995 à 1997)
- La maison frontière de Sławomir Mrożek, mis en scène par Florin Zamfirescu : Diplomate anglais

Lincoln Center
- La tiganci de Mircea Eliade, mis en scène par Gelu Colceag : Femme Grecque

Bristol Old Vic (1997-1998)
- With love from Nicolae de Lin Coghlan, mis en scène par Philip Osment : Gaby

Théâtre national de Bucarest (à partir de 1998)
- Les Rustres (I rusteghi) de Carlo Goldoni, mis en scène par Victor Moldovan : Lucietta
- Eleni de Kostas Asimakopoulos, mis en scène par Ion Cojar : Eleni
- Nunta lui Krecinski de A.V.Suhovo-Kobâlin, mis en scène par Felix Alexa : Lidia Petrovna
- Omul din La Mancha de Dale Wasserman, mis en scène par Ion Cojar : Antonia

## Distinctions
Le 7 février 2004 , le Président de la Roumanie Ion Iliescu a décerné à Medeea Marinescu l'Ordre du Mérite Culturel au rang de Chevalier, Catégorie D - "Art du Spectacle", "pour l'ensemble de son activité et pour le dévouement et un talent d'interprétation mis au service des arts du spectacle et du spectacle"
 Chevalier de l'ordre national du Mérite, remise le 20 octobre 2016 par Monsieur l'Ambassadeur de France à  Bucarest